# Милиан, Кристина
Кристи́на Милиа́н (англ. Christina Milian [ˌmɪliˈɑːn]; настоящее имя — Кристи́н Фло́рес (англ. Christine Flores); род. 26 сентября 1981) — американская актриса и певица кубинского происхождения.

## Биография
Кристина Мэри Флорес родилась 26 сентября 1981 года в Нью-Джерси в семье кубинцев Кармен (в девичестве Милиан) и Дона Флорес. Позже она поменяла своё имя и взяла девичью фамилию матери. У Кристины есть две младшие сестры: Даниэль и Элизабет. Кристина выросла в Мэриленде. С четырёх лет она мечтала об успехе. «Я помню, как ребёнком смотрела телевизор и пыталась туда попасть. Вот как сильно я хотела стать звездой». Первую роль Кристина Милиан получила ещё в детстве, сыграв Annie в музыкальной пьесе Annie Warbucks.
В 13 лет, после того, как родители развелись, Кристина со своей матерью перебрались в Лос-Анджелес. В 1998 году Кристина получила свою первую роль в The Disney Channel’s Movie Surfers show (Кристина сыграла репортёра — Tina Flores). Помимо этой роли Кристина Милиан появляется в фильмах A Bug’s Life (озвучка) и «Американский пирог», участвует в таких телевизионных сериалах как Charmed, Clueless, Get Real. Получает небольшую роль в Amanda Show. А также играет главную роль в фильме «Bring It On: Fight to the Finish.» про черлидеров.
Благодаря встрече с Родни Джеркинсом, Кристина Милиан совершает первые шаги и в музыкальном бизнесе. Именно он побудил Кристину всерьёз заняться музыкой. В 2000 году Кристина появляется в сингле Ja Rule’s «Between Me and You». Также она выступает соавтором песни Дженнифер Лопес «Play» (альбом 2001 года «J. Lo»).

## Карьера

### 2001 год
В 2001 году дебютный сингл Кристины «A.M. to P.M.» попадает в топ 5 в Великобритании и Германии, в топ 10 в Нидерландах, в топ 40 в США, в Billboard Hot 100 в Австралии. Следующий сингл Кристины «When You Look At Me» так же появляется в европейских чартах.

### 2002 год
В 2002 году Кристина Милиан записывает композицию «It’s All Gravy» совместно с коллективом «So Solid Crew». В этом же году Кристина записывает и исполняет песню «Call Me Beep Me!» для диснеевского сериала Ким Пять-с-плюсом.
Вскоре Кристину приглашают в качестве ведущей программы Wannabes на MTV, где она знакомится с режиссёром Джозефом Каном. Кан приглашает молодую звезду на пробы в высокобюджетный полнометражный фильм «Torque» с Айс Кьюбом. Кристина получает роль, которая впоследствии привела её к долгожданной главной роли в фильме с Ником Кэнноном «Любовь ничего не стоит». Следующими фильмами с участием Кристины стали «Cheer Up» с Томми Ли Джонсом и «Будь круче!» вместе с Джоном Траволтой и Умой Турман.

### 2003 год
В течение 2003 года Кристина записывает песни для первого американского альбома «It’s About Time». В работе над альбомом приняли участие такие продюсерские авторитеты и творцы R&B хитов, как Warryn Campbell (Алиша Киз, Brandy), Corey Rooney (Дженнифер Лопес), Polli Paul (Black Eyed Peas), Bryan Cox (Ашер, Lil Bow Wow). Автором первого сингла «DipIt Low» выступил Polli Paul. Сингл сразу занял лидирующие позиции в мировых танцевальных чартах. Следующий сингл «Whatever U Want» ожидал аналогичный успех.

### 2006 год
Релиз четвёртого альбома Кристины состоялся 25 апреля 2006 года. «So Amazin» записан под руководством легендарных продюсеров Cool и Dre. Также на новом альбоме Кристины звучат рэперы Young Jeezy и Lil Wayne. Видеоклип на первый сингл с нового альбома «Say I» был отснят режиссёром Ray Kay, работавшим над предыдущим видео исполнительницы «Whatever U Want».
Помимо работы над релизом новой пластинки, Кристина Милиан снималась в кино — она сыграла одну из главных ролей в фильме ужасов «Пульс», картина основывается на работе японского режиссёра Kiyoshi Kurosawa «Kairo». Фильм вышел в прокат в июле 2006 года.

## Личная жизнь
С 2009 по 2011 год Милиан была замужем за музыкантом The-Dream, от которого у неё есть дочь — Вайолет Мэдисон Нэш (род. 26 февраля 2010).
С 2017 года Милиан встречается с певцом М. Покора. В декабре 2020 года стало известно, что пара поженилась. У супругов два сына — Айзайя Тота (род. 20 января 2020) и Кенна Тота (род. апрель 2021).

## Дискография

### Студийные альбомы
- 2001 — Christina Milian
- 2004 — It’s About Time
- 2006 — So Amazin'

### Мини-альбомы
- 2015 — 4U

## Фильмография
| Год       |    | Русское название                     | Оригинальное название                                       | Роль                             |
| --------- | -- | ------------------------------------ | ----------------------------------------------------------- | -------------------------------- |
| 1996      | с  | Сестра, сестра                       | Sister, Sister                                              | Лана                             |
| 1996      | мс | Настоящие монстры                    | Aaahh!!! Real Monsters                                      | девочка                          |
| 1997—1999 | с  | Умник                                | Smart Guy                                                   | Кики / симпатичная девушка       |
| 1998      | мф | Приключения Флика                    | A Bug's Life                                                | муравьи                          |
| 1998      | тф |                                      | Clips' Place                                                |                                  |
| 1998—1999 | мс | Дикая семейка Торнберри              | The Wild Thornberrys                                        | Сифо / макака Уаллах             |
| 1999      | ф  | Американский пирог                   | American Pie                                                | девушка в группе                 |
| 1999      | ф  | Глухой квартал                       | The Wood                                                    | девушка на танцах                |
| 1999      | ф  | Вперёд в прошлое                     | Durango Kids                                                | Элионор «Элли» Бигелоу           |
| 1999      | с  | Зачарованные                         | Charmed                                                     | Тэри Лейн                        |
| 1999      | с  | Бестолковые                          | Clueless                                                    | Меган                            |
| 1999      | с  | Будь собой                           | Get Real                                                    | Тенниша                          |
| 1999      | с  | Кузен Скитер                         | Cousin Skeeter                                              | Свити                            |
| 2002—2007 | мс | Ким Пять-с-плюсом                    | Kim Possible                                                | саундтрек                        |
| 2002      | ки | Kim Possible: Revenge of Monkey Fist | Kim Possible: Revenge of Monkey Fist                        | озвучка                          |
| 2003      | ки | Def Jam Vendetta                     | Def Jam Vendetta                                            | Анхель                           |
| 2003      | ф  | Любовь ничего не стоит               | Love Don’t Cost a Thing                                     | Пэрис Морган                     |
| 2004      | ф  | Крутящий момент                      | Torque                                                      | Нина                             |
| 2005      | ф  | Крутой и цыпочки                     | Man of the House                                            | Анни                             |
| 2005      | ф  | Будь круче!                          | Be Cool                                                     | Линда Мун                        |
| 2006      | ф  | Пульс                                | Pulse                                                       | Исабель Фуэнтес                  |
| 2007      | ф  | Снежный шар                          | Snowglobe                                                   | Анджела Морено                   |
| 2007      | с  | Тайны Смолвиля                       | Smallville                                                  | Рэйчел Дэвенпорт                 |
| 2007      | тф |                                      | Eight Days a Week                                           | Оливия                           |
| 2008      | ки | Need for Speed: Undercover           | Need for Speed: Undercover                                  | Кармен Мендес                    |
| 2009      | ф  | Призраки бывших подружек             | Ghosts of Girlfriends Past                                  | Килиа                            |
| 2009      | ф  | Добейся успеха: Борись до конца!     | Bring It On: Fight To The Finish                            | Каталина «Лина» Круз             |
| 2010      | ф  | Рождественский Купидон               | Christmas Cupid                                             | Слоун Спенсер                    |
| 2010      | с  | Знакомство с Браунами                | Meet the Browns                                             | Клаудия                          |
| 2010—2020 | мс | Гриффины                             | Family Guy                                                  | Эстер                            |
| 2011      | с  | C.S.I.: Место преступления           | CSI: Crime Scene Investigation                              | Сидни Престон                    |
| 2012      | с  | Одарённый человек                    | A Gifted Man                                                | Шони Бейкер                      |
| 2012      | ф  |                                      | Maid in Miami                                               |                                  |
| 2013      | ф  | Выдача багажа                        | Baggage Claim                                               | Тейлор                           |
| 2013      | тф | Снежный шар                          | A Snow Globe Christmas                                      | Сэл                              |
| 2015      | мс | Даша и друзья: Приключения в городе  | Dora and Friends: Into the City!                            | сирена Мала                      |
| 2015      | с  | Восточный Лос Хай                    | East Los High                                               | Лилиана                          |
| 2015      | с  | Календарь любви                      | Love Advent                                                 | камео                            |
| 2015—2016 | с  | Дедушка поневоле                     | Grandfathered                                               | Ванесса                          |
| 2016      | ф  | Шоу ужасов Рокки Хоррора             | The Rocky Horror Picture Show: Let’s Do the Time Warp Again | Маджента                         |
| 2018      | тф | Воспоминания о Рождестве             | Memories of Christmas                                       | Ноэль                            |
| 2019      | с  | Когти                                | Claws                                                       | лже-Виргиния                     |
| 2019      | ф  | Хижина любви                         | Falling Inn Love                                            | Габриэла Диас                    |
| 2019      | с  | Клятва                               | The Oath                                                    | Кристин Паркс                    |
| 2019      | с  | Микстейп                             | Soundtrack                                                  | Деандра Грин                     |
| 2020      | тф |                                      | High & Tight                                                | Бритт                            |
| 2021      | ф  | От любви не убежишь                  | Resort to Love                                              | Эрика Уилсон                     |
| 2021      | с  | Шаг вперёд: Прилив                   | Step Up                                                     | Коллетт Джонс                    |
| 2024      | с  |                                      | Influenced                                                  |                                  |
| 2024      | ф  |                                      | Body Language                                               | Мариана, исполнительный продюсер |
| 2024      | ф  | Встретимся на следующее Рождество    | Meet Me Next Christmas                                      | Лайла, исполнительный продюсер   |
| 2024—2025 | с  | Декстер: Первородный грех            | Dexter: Original Sin                                        | детектив Мария ЛаГуэрта          |